# François Boissier de Sauvages de Lacroix
François Boissier de Sauvages de Lacroix (Alès, 12 de maio de 1706 – 19 de fevereiro de 1767) foi um médico e botânico francês. Era irmão do botânico Pierre-Augustin Boissier de Sauvages.

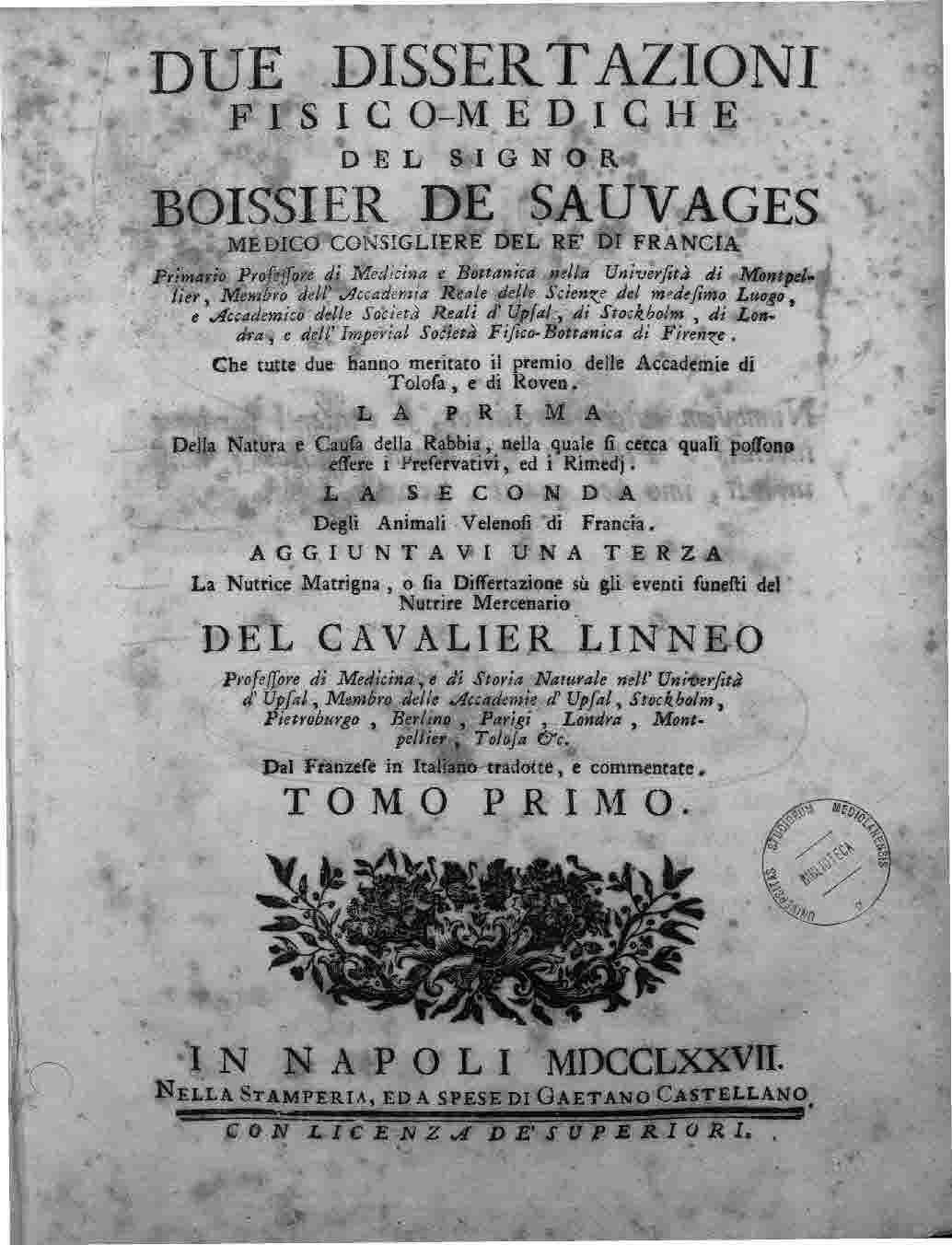
Della natura e causa della rabbia (Dissertation sur la nature et la cause de la Rage), 1777